# Moje własne epitafium
Moje własne epitafium (ang. My Own Epitaph) – to epigramat pióra osiemnastowiecznego angielskiego dramaturga i poety-satyryka Johna Gaya, autora Opery żebraczej.

## Forma
Utwór jest monodystychem zbudowanym się z linijek jambicznych czterostopowych hiperkatalektycznych, spiętych rymem składanym.
Wykorzystanie takiego współbrzmienia w wersyfikacji angielskiej ma duży walor humorystyczny.
Life is a jest, and all things show it.
I thought so once, but now I know it.

## Treść
Fraszka jest żartobliwą propozycją napisu na płycie nagrobkowej, stwierdzającą w dowcipny sposób znany w literaturze motyw vanitas, czyli nietrwałości świata. Wiersz jest parodią rytych w kamieniu sentencji, a Przemysław Mroczkowski podkreśla parodystyczny talent Gaya.

## Przekłady
Utwór ten został przełożony na język polski dwukrotnie, przez Stanisława Barańczaka i Wiktora J. Darasza